# Ostrîkivka, Tokmak
Ostrîkivka (în ucraineană Остриківка, în germană Liebenau) este localitatea de reședință a comunei Ostrîkivka din raionul Tokmak, regiunea Zaporijjea, Ucraina. Satul a fost locuit de germanii pontici.   

## Demografie
Componența lingvistică a localității Ostrîkivka
     Ucraineană (94,97%)
     Rusă (4,82%)
     Alte limbi (0,21%)
Conform recensământului din 2001, majoritatea populației localității Ostrîkivka era vorbitoare de ucraineană (94,97%), existând în minoritate și vorbitori de rusă (4,82%).